# Fatin al-Hammami
Fatin al-Hammami (arab. فاتن الهمامي; fr. Faten Hammami; ur. 15 maja 1998) – tunezyjska zapaśniczka walcząca w stylu wolnym. Brązowa medalistka igrzysk afrykańskich w 2019. Zdobyła pięć medali mistrzostw Afryki w latach 2018 - 2024. Wicemistrzyni śródziemnomorska w 2016, a także igrzysk frankofońskich w 2023 roku.